# 科林·芬利森
科林·芬利森（英語：Colin Finlayson，1903年1月24日—1955年3月11日），加拿大男子赛艇运动员。他曾代表加拿大参加1924年夏季奥林匹克运动会赛艇比赛，获得男子四人单桨无舵手银牌。